# Ільїнський Валентин Михайлович
Валентин Михайлович Ільїнський (нар. 23 червня 1954, с. Сокиринці, Чемеровецький район, Хмельницька область) — доцент кафедри культурології Хмельницької гуманітарно-педагогічної академії, голова обласного відділення Українського геральдичного товариства, заступник голови комісії з питань геральдики при Хмельницькій обласній державній адміністрації.

## Біографія
Народився 23 червня 1954 року в с. Сокиринці на Хмельниччині в сім'ї службовців: мати — працівник лікарні, батько — художній керівник сільського будинку культури. Після закінчення 8-річної школи вступив до Дніпропетровського художнього училища на факультет декоративно-художнього оформлення, що і визначило в майбутньому характер і специфіку його діяльності як художника-оформлювача, а пізніше — і художника-постановника.
Вищу освіту здобув у Київському Державному інституті культури ім. Корнійчука.
Працював викладачем у Кам'янець-Подільському училищі культури. Викладав предмети: наочну агітацію і пропаганду, художнє оформлення клубних масових заходів, історію костюма і художнє оформлення танцю, техніку сцени та художнє оформлення вистави, основи радянського мистецтва, етику та естетику. Роботу викладача поєднує із практичною діяльністю художника, працює за сумісництвом завідувачем постановчої частини і художником-постановником народного театру Кам'янець-Подільського міського будинку культури. 1987 року переїжджає до м. Хмельницького.
З 1987 року займається писанкарством, вивчає символіку, орнаментику писанок, розвиває традиції подільської писанки, створює її авторські зразки. Навчає майстерності писанкарства студентів академії у творчій майстерні «Берегиня», створив виставкову залу писанок.
1988 рік викладач образотворчого мистецтва Хмельницького педагогічного училища.
З 1993 року очолює хмельницьке обласне відділення Українського геральдичного товариства (УГТ). Валентин Ільїнський ініціатор та активний організатор проведення VIII, XVI, XXI зльотів геральдистів України і СНД в м. Хмельницькому. Автор сотень гербів міст, сіл, районів, навчальних закладів, громадських організацій, об'єднань та приватних осіб.

## Творчість

### Театральні постановки
Як художник театру здійснив цілий ряд постановок на сцені Кам'янець — Подільського народного театру:
- «Шельменко-денщик» Г. Квітки-Основяненка
- «Серце матері» Є. Кайтова,
- «Сині коні на червоній траві» М. Шатрова
- «Вірність» М. Зарудного
- «Історія вбивства кохання» за п'єсою М. Рощина «Валентин і Валентина»
- п'єса-казка Маршака «Дванадцять місяців»

### Геральдика
Автор сотень гербів міст, сіл, районів, навчальних закладів, громадських організацій, об'єднань та приватних осіб.
Це герби: Меджибожа, Віньковець, Летичева, Збрижа, Сокиринець, Любара, Олевська, Олійникової Слободи, Андрушівки, Баранівки, Брусилова та інших населених пунктів; Хмельницького, Старосинявського, Красилівського, Дережнянського Волочиського, Чемеровецького районів; Хмельницької гуманітарно — педагогічної академії, Хмельницького університету регіонального управління та права, Хмельницького економічного університету; хоругви м. Хмельницького, м. Старокостянтинова та числених приватних гербів.

### Художник-оформлювач
Як художник оформив цілий ряд книг:
- монографія — Дарманський М. М., Телячий Ю. В., Шумлянська Л. Ф. — «80 років освітнього шляху»
- Дарманський М. М., Телячий Ю. В., Шумлянська Л. Ф. — «З вірою в Україну»
- Збірка поезій подільських поетів про Україну, Шевченка, українську душу — «Свіча вічності»
- «Організація навчального процесу за кредитно-модульною системою на різних структурних рівнях в умовах Хмельницького гуманітарно-педагогічного інституту» В. Є. Берека, О. М. Галус, Л. С. Пісоцька, Ю. М. Шоробура
- Віктор Берека — «Організація практичної підготовки слухачів магістратури за спеціальністю „Управління навчальним закладом“»
- «Козаком я мрію бути» — Віктор Берека, Інна Шоробура
- В. Берека, І. Шоробура — «Талант, помножений на працю»
- Збірки віршів Надії Пукас та Миколи Магери
- Одне із видань роману «Віднесені вітром»
- Маргарет Мітчелл та інші.

## Публікації
1. Ільїнський В. М. Актуальні аспекти однієї геральдичної проблеми: до питання про герб Хмельницької області / В. М. Ільїнський, С. С. Подгурська // Освіта, наука і культура на Хмельниччині (до 75-річчя утворення Хмельниц. обл.: матеріали Всеукр. наук.-практ. конф.-Хмельницький, 2012.- С. 18-24.
2. Ільїнський В. М. Геральдиці повинен бути порядок / В. М. Ільїнський // Поділ. вісті.-1996. — 28 трав.
3. Ільїнський В. М. Геральдика — наука серйозна / В. М. Ільїнський // Проскурів. — 2002. — 21 черв. — С. 6.
4. Ільїнський В. М. Герб і прапор Олевська / В. М. Ільїнський // Знак.- 2004. — № 33.- С. 1.
5. Ільїнський В. М. Герб не повинен нагадувати вітрини магазинів /В. М. Ільїнський // Колос. — 1996.- 30 квіт.
6. Ільїнський В. М. Герб Поділля / В. М. Ільїнський // Культура Поділля: історія і сучасність: матеріали ІІ науково-практ. конф., присвяченої 500-річчю м. Хмельницького. — Хмельницький, 1993. — С. 121–124.
7. Ільїнський В. М. Герб у заголовку газети: [про походження герба Поділ. краю] / В. М. Ільїнський//Поділля. — 1993. — 5 лют.
8. Ільїнський В. М. До питання про герб роду Острозьких і походження герба Старокостянтинова // Старокостянтинів і край в просторі і часі: матеріали Всеукр. наук. іст.- краєзн. конф. «Велика Волинь», присвяченої 470-річчю від дня народження князя К. В. Острозького.-Хмельницький, 1997. -С. 66-69.
9. Ільїнський В. М. З гербами — затишніше / В. М. Ільїнський // Хмельниччина. — 1997.- 8 серп.
10. Ільїнський В. З історії геральдичних символів Південно-Східної Волині // Дивокрай: наук. краєзн. Альманах. Вип.1:Південно-Східна Волинь.- Хмельницький, 1995. — С. 99-100.
11. Ільїнський В. М. Загадки герба Богдана Хмельницького // Поділля і Південно-Східна Волинь в роки Визвольної війни середини XVII ст.: матеріали Всеукр. історико-краєзн. наук. — практ. конф. 19 верес.1998. — Стара Синява, 1998.- С. 102–106.
12. Ільїнський В. Історія спресована в геральдиці / В. Ільїнський // Поділ. вісті.- 1995.- 26 січ.
13. Ільїнський В. М. На гербі нашому — три золоті стріли… / В. М. Ільїнський // Проскурів. — 1998.- 9 січ.
14. Ільїнський В. Наші герби данина історії чи обличчя сучасності? / В. Ільїнський // Поділ. вісті.- 1998.- 20 квіт.

## Звання та нагороди
- Заслужений член Всеросійського геральдичного товариства
- Відзнака — нагрудний знак «10 років ВГТ»
- Медаль «За заслуги» науково-популярного журналу «Гербовед»
- Почесний знак О. Б. Лакієра «Сподвижнику геральдики» ІІ ступення
- Медаль «Золотої Бджоли»
- За педагогічну діяльність — нагрудний знак Міністерства освіти «Вімінник народної освіти України»
- Присвоєна обласна премія ім. Ю. Сіцинського за дослідження вітчизняної історії і культури (2005)
- Заслужений працівник освіти України (30 листопада 2021) — за значний особистий внесок у соціально-економічний, науково-технічний, культурно-освітній розвиток України, вагомі трудові досягнення, багаторічну сумлінну працю[2]